# قنات (رستم)
قنات (ممسنی)، روستایی از توابع بخش رستم شهرستان ممسنی در استان فارس ایران است.

## جمعیت
این روستا در دهستان رستم یک قرار دارد و براساس سرشماری مرکز آمار ایران در سال ۱۳۸۵، جمعیت آن ۴۳۶ نفر (۸۶خانوار) بوده‌است.
طایفه های ساکن :کی های چهارده تایی  عبداللهی سادات  بهمنیاری 